# Fronde

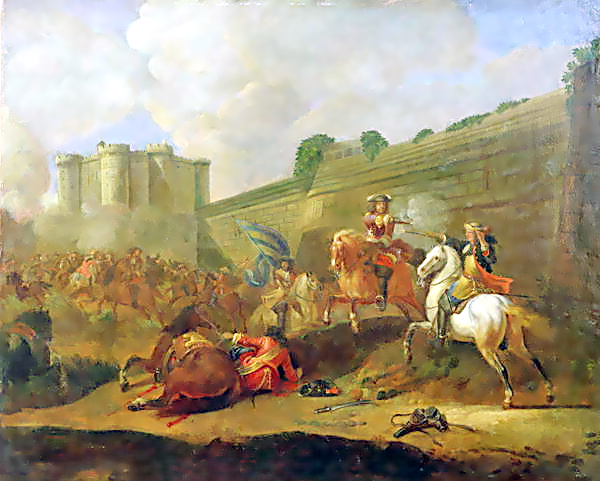
Schlacht im Faubourg Saint-Antoine unter den Mauern der Bastille von Paris (1652)

Als Fronde (deutsch: die Schleuder) werden die Aufstände und Bürgerkriege bezeichnet, die Frankreich zwischen 1648 und 1653 erschütterten. Deren Hintergrund waren zum einen der seit 1635 offen ausgetragene Krieg gegen Spanien und die Habsburger, der das Land erschöpfte, zum anderen die Schwächung der Zentralmacht während der Minderjährigkeit König Ludwigs XIV., für den seine Mutter, die Habsburgerin Anna von Österreich, formal als Regentin fungierte, während die Regentschaft de facto vom regierenden Minister Kardinal Mazarin ausgeübt wurde.
Gemeinhin wird zwischen zwei Phasen unterschieden: Während der fronde parlementaire (1648–1649) rebellierten das Parlement de Paris, also die Versammlung der Pairs von Paris, die Stadt Paris selbst und Teile des Volkes gegen die Erhebung der Kriegssteuern  und verlangten ein stärkeres Mitspracherecht des Parlements. In der fronde des princes (1650–1652) versuchten die königlichen Prinzen von Geblüt verstärkt Einfluss auf die Staatsgeschäfte auszuüben und Mazarin zu entmachten.
Zum Teil damit verbunden war die Fronde von Bordeaux (1648–1653).

## Der BegriffFronde
Der Begriff fronde entstand um das Jahr 1648. Ursprünglich bezeichnete er eine Wurfschleuder, mit der Kinder spielten. Davon leitete sich das Verb fronder ab, das in der Politik verwendet wurde, um gegen den königlichen Hof oder die Regierung gerichtete Meinungsäußerungen zu beschreiben. In den späten 1640er Jahren wurden dann allgemein alle Angehörigen der Parlements, die gegen die Regierung opponierten, als frondeurs bezeichnet. Ende des Jahres 1651 erschienen schließlich Flugblätter, in denen die politischen Ereignisse seit 1648 insgesamt mit dem Wort fronde beschrieben wurden, und bis zum Ende des 17. Jahrhunderts etablierte sich der Begriff fest in der Historiographie. Heute versteht man neben den historischen Ereignissen zwischen 1648 und 1653 unter fronde eine Gruppe unorganisierter Oppositioneller gegen eine Regierung oder allgemein die Ablehnung einer Autorität.

## Vorgeschichte
Die Fronde hatte ihre Ursachen vor allem in den sozialen und politischen Entwicklungen in Frankreich während der Regierungszeit König Ludwigs XIII. (1610–1643), als dessen erster Minister seit 1624 Kardinal Richelieu (1585–1642) fungierte. Richelieu verfolgte zunächst das Ziel, die Zentralgewalt der Krone zu stärken und danach zu einer aggressiveren Außenpolitik überzugehen. Für beide Zwecke benötigte er in erster Linie ein stabiles Finanzsystem. Das alte System zur Steuereintreibung durch die hochadeligen Gouverneure der Provinzen hatte sich als ineffektiv erwiesen. 1634 entsandte Richelieu deshalb Intendants in die Provinzen, welche der Krone direkt unterstanden und über alle Vollmachten zur Steuereintreibung verfügten. Obwohl die Intendants die Gouverneure ergänzen und nicht ersetzen sollten, hatte ihre Einrichtung zur Folge, dass die Bureaux des finances jeder Provinz, welche die finanziell-administrativen Aufgaben bisher wahrgenommen hatten, bis August 1642 allmählich aufgelöst wurden. Der in ihnen beschäftigte Amtsadel verlor damit an Prestige und Einkommen und wurde zu einem erbitterten Gegner jener Politik der Krone.
Mit Frankreichs Eingreifen in den Dreißigjährigen Krieg (1618–1648) und dem Eintritt in den Französisch-Spanischen Krieg (1635–1659) stiegen die Ausgaben der Krone erheblich an. Sie hatten 1624, bei der Ernennung Richelieus zum Ersten Minister, noch 4,6 Millionen Taler betragen, stiegen aber nach Frankreichs Kriegserklärung an Spanien auf 16,5 Millionen Taler (1635) und erreichten nach dem Tod des Kardinals 19,4 Millionen Taler (1643). Die Kriegskosten wurden hauptsächlich durch die Erhöhung der Taille, der einzigen direkten königlichen Steuer, gedeckt, da eine Ausweitung der Besteuerungsbasis zu viel Zeit in Anspruch genommen hätte und mit der Gefahr innerer Unruhen verbunden gewesen wäre. Diese Steuer entfiel fast ausschließlich auf die Bauernschaft und machte im Jahr 1639 mit 42 Millionen Livres bereits 54 Prozent des königlichen Gesamthaushaltes aus. Die hohen Belastungen führten in den Provinzen zu einigen Bauernrevolten, welche in manchen Fällen, wie in der Normandie (1639), sogar den Einsatz von Militär notwendig machten.

## Geschichte
1648 begannen vor allem in und um Paris Aufstände gegen die Regentschaft Annas von Österreich, der Mutter des erst zehnjährigen Ludwigs XIV., und die Regierung ihres Ministers, Kardinal Mazarin. Ziel war es, unter Ausnutzung eines Momentes der Schwäche der Monarchie, die Feudalrechte des Adels und die Einspruchsrechte des Parlements wiederherzustellen, die unter Ludwig XIII. († 1643) und seinem Minister Kardinal Richelieu († 1642) stark beschnitten worden waren.

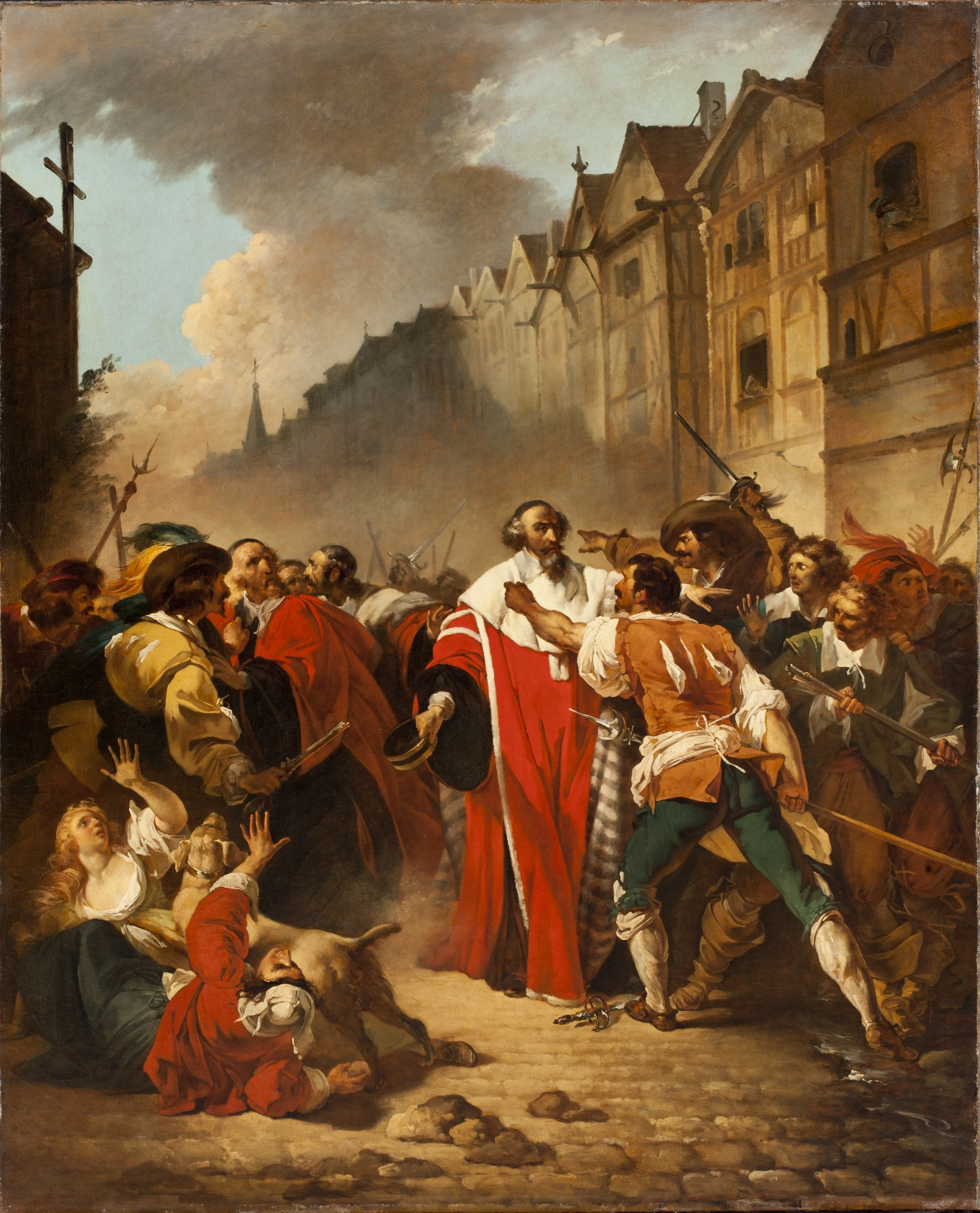
Unruhen in Paris - Der Präsident des Parlements, Molé, bedrängt von Aufständischen

Die Fronde begann am 6. August 1648 als Fronde parlementaire mit Barrikadenkämpfen der Pariser Bevölkerung, die die Freilassung Pierre Broussels und anderer hoher Richter forderte, die seit Mai im Namen des Parlaments offene Opposition gegen Mazarin und seine Finanzpolitik betrieben hatten und deswegen verhaftet worden waren. Die königliche Familie und ihr engeres Personal flüchtete im Januar 1649 nach Saint Germain und lebten dort unter ärmlichen Umständen, bis die Armee, die unter der Führung von Louis II. de Bourbon, prince de Condé Paris belagerte, im März 1649 den Frieden von Rueil erzwang, in dem der Hof Reformen versprach. Wenige Monate später jedoch entstand ein Konflikt zwischen dem Königshof und Condé, der sich Hoffnungen auf den Platz von Mazarin gemacht hatte. Condé versuchte, die richterliche Opposition wiederzubeleben, was ihm nur zum Teil gelang, und wiegelte auch andere Vertreter des Hochadels auf, darunter den noch lebenden jüngeren Bruder Ludwigs XIII. Als Mazarin Condé Anfang 1650 verhaften ließ, zogen dessen Anhänger aus dem Hochadel Truppen in den Provinzen zusammen und zettelten Aufstände an: Die Fronde des Princes begann. Condé wurde schließlich freigelassen, und Mazarin ging 1651 zum Kölner Erzbischof Maximilian Heinrich von Bayern nach Brühl ins Exil.
Anschließend zerstritt sich die Opposition rasch, und Condé verließ seinerseits Paris, um andere Unzufriedene und sogar Spanien in den Machtkampf hineinzuziehen. 1651 erlitten die Frondeure bei Bordeaux eine Niederlage gegen königstreue Truppen. 1652 nahm Condé Paris mit Hilfe der Stadtbevölkerung ein, (was in der Folge zur Schlacht bei Étampes führte) doch erhob sie sich sehr bald gegen ihn, sodass er Anfang 1653 nach Spanien fliehen musste. Königinmutter Anna von Österreich, der junge König und der Hof, die erneut geflohen waren, kehrten zurück. 1654 kehrte auch Mazarin, der aus der Ferne weiter seine Fäden gezogen hatte, zurück, nahm die letzten Bastionen der Aufständischen ein und ließ ihre hochstehenden Anführer bestrafen. In der Regel wurden sie aus Paris verbannt.
Mazarin hatte somit Ludwig XIV. die absolute Herrschaft gesichert. Dieser setzte denn auch, als er nach Mazarins Tod 1661 im Alter von 22 Jahren die Alleinherrschaft übernahm, alles daran, den Adel und die Parlements weiter zu entmachten und ihre Vertreter mit Pensionen, Ehrenprivilegien und Hofämtern ruhigzustellen und an sich zu binden. Auch konnte der Krieg gegen Spanien bis zum Pyrenäenfrieden 1659 fortgesetzt werden.

## Vorkommen in der Literatur
Alexandre Dumas siedelt die Handlung seines Romans „Zwanzig Jahre danach“, des zweiten Teils der Trilogie über die drei Musketiere, zur Zeit der fronde parlementaire an, in der die vier Helden auf unterschiedlichen Seiten kämpfen.